# Kostas Lamprou
Kostas Lamprou (Atenas, 16 de septiembre de 1991) es un futbolista griego. Juega de portero y milita en el NAC Breda de la Eredivisie de Países Bajos.

## Selección nacional
Ha sido internacional con la selección de fútbol de Grecia, pero en categorías inferiores; donde hasta ahora, ha jugado 26 partidos internacionales.

## Clubes
| Club                        | País         | Año       |
| --------------------------- | ------------ | --------- |
| Feyenoord                   | Países Bajos | 2009-2015 |
| S. B. V. Excelsior (cedido) | Países Bajos | 2010      |
| Willem II (cedido)          | Países Bajos | 2014-2015 |
| Willem II                   | Países Bajos | 2015-2017 |
| Ajax de Ámsterdam           | Países Bajos | 2017-2019 |
| S. B. V. Vitesse            | Países Bajos | 2019-2020 |
| RKC Waalwijk                | Países Bajos | 2020-2021 |
| PEC Zwolle                  | Países Bajos | 2021-2022 |
| Willem II                   | Países Bajos | 2022-2023 |
| Feyenoord                   | Países Bajos | 2023-2024 |
| NAC Breda                   | Países Bajos | 2025-     |

## Palmarés

### Títulos nacionales
| Título                   | Club              | País         | Año  |
| ------------------------ | ----------------- | ------------ | ---- |
| Copa de los Países Bajos | Ajax de Ámsterdam | Países Bajos | 2019 |
| Eredivisie               | Ajax de Ámsterdam | Países Bajos | 2019 |
| Copa de los Países Bajos | Feyenoord         | Países Bajos | 2024 |